# Psolus peronii
Psolus peronii is een zeekomkommer uit de familie Psolidae.
De wetenschappelijke naam van de soort werd in 1883 gepubliceerd door Francis Jeffrey Bell.